# Балликоннили
Балликонни́ли (Балликоннели; англ. Ballyconneely; ирл. Baile Conaola, Бале-Коныла, букв. «Деревня Конелов») — деревня и таунленд в Ирландии, находится в графстве Голуэй (провинция Коннахт). Находится на западе области Коннемара. Является частью Гэлтахта.

## География
Балликоннили вытянут вдоль дороги R341 из Клифдена в Раундстон. Она проходит по перешейку, соединяющему небольшой полуостров Баллиндун с остальной землёй. Полуостров окружён десятком небольших островков и заканчивается мысом Слайн-Хед. Полуостров вместе с перешейком, на котором расположен Балликоннили образует общину Баллиндун и острова (Ballindoon & Islands, ирл. Baile an Dúin), включающую 68 таунлендов.

## История
С Балликоннили связаны такие исторических события:
- В 1854 году здесь была проведена первая операция по разведению лосося, на предприятии Dohulla Fishery.
- В 1905 году здесь была построена станция беспроводного телеграфа Гульельмо Маркони[4], с которой в 1907 году было послано первая межатлантическая телеграмма в Кейп-Бретон (Новая Шотландия, Канада).
- В 1919 году первый межатлантический перелёт Олкока и Брауна (англ. Alcock and Brown) закончился в 2 милях от Балликоннили в болоте Дерригимла (Derrygimla Bog). Это место оказалось совсем неподходящем для посадки, из-за чего самолёт был повреждён.

## Экономика
В Балликоннили разводят коннемарских пони, из которых вышли несколько национальных и мировых чемпионов. Согласно легенде эта порода происходит от арабских скакунов, выбравшихся на берег после крушения испанского корабля возле мыса Слайн-Хед и смешавшихся с маленькими местными пони.